# Фагундес Теллес, Лижия
Лижия Фагундес Теллес (порт.-браз. Lygia Fagundes Telles; 19 апреля 1918, Consolação District или Сан-Паулу — 3 апреля 2022, Сан-Паулу) — бразильская писательница. Известна своими тонкими психологическими рассказами и романами.

## Биография
Лижия Фагундес Теллес родилась в 1923 году в Сан-Паулу в семье служащего, который по роду своих который занятий - прокурор и государственный обвинитель,  комиссар полиции и судья - должен был очень часто переезжать вместе с семьей в разные города штата - в Апиаи, Ассисе, Итинге и Сертанозиньо. Из-за предвзятого менталитета 1920-х годов, когда женщины не могли осмелиться заниматься определёнными профессиями, её мать, превосходная пианистка, не продолжила карьеру, которую начала в подростковом возрасте. Для помощи в воспитании ребёнка нанимались многочисленные няни, которые знакомили девочку с местными сказаниями и фольклором. В тринадцать лет, в 1931 году, она переехала с матерью в Рио-де-Жанейро, где они пробыли пять лет. В 1936 году её родители разошлись и это побудило Лигию и её мать вернуться в Сан-Паулу где Лижия стала учиться в гимназии. Она очень много читала, рано стала пробовать писать сама. Первый сборник её рассказов был опубликован вскоре после её поступления в университет. Он назывался «Живой пляж» (1944), за ним последовал ещё один — «Красный кактус» (1949), и два романа.
За два десятилетия, 1960—1980-е годы, вышли ещё восемь сборников рассказов и два романа.
Удостоена почти всех наиболее значительных литературных премий Бразилии. На её счету премии Национального института книги, Бразильского ПЕН-Клуба, Критики, Бразильской Академии, Гимарайнса Розы, премия «Боа лейтура». Она одна из наиболее читаемых прозаиков страны.
Она — юрист и по образованию, и по роду занятий, долго жила в Рио-де-Жанейро, работала в Государственном институте прогнозирования.

## Признание
- Премия национального института книги (1958)
- Премия Гимарайнса Розы (1972)
- Премия Коэльо Нето Бразильской академии литературы (1973)
- Премия Педро Нава за лучшую книгу года (1989)
- Премия национальной библиотеки за лучшую книгу рассказов
- Премия APLUB по литературе
- Премия Фонда Бунге (2005)
- Премия Жабути (1966, 1974, 2000)
- Премия Камоэнса (2005)

## Публикации на русском языке
- Под небом южного креста. Бразильская новелла XIX—XX веков. М.: Художественная литература, 1968
- Рука на плече. М.: Известия, 1986 (Серия: Библиотека журнала «Иностранная литература»)
- «Рождество на пароме», рассказ. Журнал «Иностранная литература» (№9, 2022)